# Kalven (Härryda socken, Västergötland)
Kalven är en sjö i Härryda kommun i Västergötland och ingår i Göta älvs huvudavrinningsområde.